# مارجي موران
ماريا مارغريتا «مارجريتا» روكساس موران فلوريندو (من مواليد 15 سبتمبر 1953) مناصرة سلام فلبينية ، رئيسة فرقة باليه الفلبين ، رئيسة المركز الثقافي للفلبين وملكة جمال. اشتهرت بفوزها بلقب ملكة جمال الكون الثاني للفلبين باسم ملكة جمال الكون عام 1973.

## نشأتها
ولدت موران في 15 سبتمبر 1953 في مانيلا بالفلبين لأبوين من المحامي فرانسيس غونزاليس موران وروزاريو مكلفان روكساس، كان والدها فرانسيس موران نجل رئيس المحكمة العليا مانويل موران ونيفيس غونزاليس دي موران ، حفيدة دون فرانسيسكو غونزاليس إي رينادو ، مالك هاسيندا اسبيرانزا التي تبلغ مساحتها 39000 هكتار والتي تضم بلديات سانتا ماريا وسانتو توماس وروزاليس وسان، والدتها روزاريو روكساس هي واحدة من ثلاثة أطفال ولدوا لمانويل روكساس ، الرئيس الخامس للفلبين ، وخوانيتا موريداس ماكلفان. أشقاؤها هم كونسويلو روكساس جافيلانا ومانويل روكساس الابن.
تخرجت من المدرسة الثانوية من كلية سانت تيريزا والتحق بالكلية في كلية مارينول (الآن كلية ميريام). قبل انضمامها إلى مسابقة ملكة جمال الكون ، صممت بدوام جزئي لمصمم الأزياء أوجي كورديرو ، تحمل موران شهادة في إدارة الأعمال من جامعة بوسطن ، وماجستير في إدارة التنمية من جامعة مدرسة الدراسات الشرقية والأفريقية في لندن.